# هشام بن هبيرة الضبي
هشام بن هبيرة الضبي قاضي البصرة وأحد رواة الحديث النبوي، وفي قصته مع فضاء البصرة أنه كتب إلى شريح القاضي قائلا إني استعملت على القضاء على حداثة سني وقلة علمي بكثير منه وإنه لا غناء بي عن مشاورة مثلك ، وتوفي في أول ما قدم الحجاج بن يوسف الثقفي العراق واليا في خلافة عبد الملك بن مروان.